# Episodi di Les Mystères de l'amour (diciottesima stagione)
La diciottesima stagione della serie televisiva Les Mystères de l'amour è andata in onda in Francia dal 26 maggio al 4 novembre 2018 sul canale Telemontecarlo.
In Italia è inedita.
| nº | Titolo originale                    | Titolo italiano | Prima TV Francia  | Prima TV Italia |
| -- | ----------------------------------- | --------------- | ----------------- | --------------- |
| 1  | Une nouvelle étoile                 |                 | 26 maggio 2018    |                 |
| 2  | R1 Superstar                        |                 | 27 maggio 2018    |                 |
| 3  | La vengeance d'un mort              |                 | 2 giugno 2018     |                 |
| 4  | Nuit maligne                        |                 | 3 giugno 2018     |                 |
| 5  | Messages déterminants               |                 | 9 giugno 2018     |                 |
| 6  | Coups du sort (Mensonges multiples) |                 | 10 giugno 2018    |                 |
| 7  | Retour de flamme                    |                 | 16 giugno 2018    |                 |
| 8  | Des rires et des larmes             |                 | 17 giugno 2018    |                 |
| 9  | Rentrée agitée                      |                 | 2 settembre 2018  |                 |
| 10 | Rencontre fortuite                  |                 | 9 settembre 2018  |                 |
| 11 | Mariages et inquiétudes             |                 | 15 settembre 2018 |                 |
| 12 | Complications diverses              |                 | 16 settembre 2018 |                 |
| 13 | Preuves et épreuves                 |                 | 22 settembre 2018 |                 |
| 14 | À bout de forces                    |                 | 23 settembre 2018 |                 |
| 15 | Images salvatrices                  |                 | 29 settembre 2018 |                 |
| 16 | Fatale rencontre                    |                 | 30 settembre 2018 |                 |
| 17 | Lourdes conséquences                |                 | 6 ottobre 2018    |                 |
| 18 | Erreur fatale                       |                 | 7 ottobre 2018    |                 |
| 19 | Des lendemains qui pleurent         |                 | 13 ottobre 2018   |                 |
| 20 | Miraculeux                          |                 | 14 ottobre 2018   |                 |
| 21 | Menace immédiate                    |                 | 20 ottobre 2018   |                 |
| 22 | Rumeurs                             |                 | 21 ottobre 2018   |                 |
| 23 | Retour aux sources                  |                 | 27 ottobre 2018   |                 |
| 24 | Pensées diverses                    |                 | 28 ottobre 2018   |                 |
| 25 | Double joie, double peine           |                 | 3 novembre 2018   |                 |
| 26 | Comédies dramatiques                |                 | 4 novembre 2018   |                 |